# 渡邉一成
渡邉 一成（わたなべ かずなり、1983年8月12日 - ）は、競輪選手、自転車競技選手。福島県双葉郡双葉町出身。日本競輪選手会福島支部所属。ホームバンクはいわき平競輪場。日本競輪学校（当時。以下、競輪学校）第88期生。師匠は飯野祐太
妻は東京モーターショーなどに出演した元モデルの白石梓。

## 競輪選手としての戦績
福島県立小高工業高等学校1年生の頃、所属していた陸上部から自転車競技に転向し、師匠の谷津田が主宰する練習グループに入り、高校時代はほとんど谷津田のグループで競輪選手になるための練習を積む。その成果が実って競輪学校は1回の受験で合格し、高校卒業後は第88期生として入学した。主な同期には山崎芳仁、武田豊樹、佐藤友和、永井清史、成田和也らがおり、同じ谷津田グループである森田達也も同期である。競輪学校は在校成績38位で卒業。
デビュー戦は2003年7月7日の京王閣競輪場で、初勝利も同日。それから着実にS級へ昇格し、2010年には高松宮記念杯と寬仁親王牌の決勝に進出した。2011年も寛仁親王牌競輪の決勝に進出し、年末に平塚競輪場で開催された特別レースの「ナショナルチームカップ」では捲りで圧勝している。
2012年には4月に名古屋競輪場で開催された共同通信社杯競輪の決勝において、打鐘より先行した佐藤友和の番手から最終バックより捲りを放ち、そのまま押し切ってGII初優勝を果たした。
その後は競輪競走でもトップクラスの実力を維持しながら結果が出せない状況が続いていたが、2016年の全日本選抜競輪決勝（自身7度目のGI決勝）において、新田祐大の番手より抜け出す形で優勝し特別競輪を初制覇。翌2017年も地元いわき平競輪場での第60回オールスター競輪決勝において捲った新田祐大の番手より最後の直線で内から交わし地元ワンツーで特別競輪2勝目を挙げ、さらに10月の第26回寬仁親王牌の決勝においても捲った新田からの番手差しでGI連勝による特別競輪3勝目を挙げた。
2021年11月30日、立川FI2日目第10レース・準決勝で1着となり、通算300勝を達成。

## 自転車競技選手としての戦績
競輪選手としてデビューした直後から果敢な先行ぶりは当時日本代表監督であったゲーリー・ウエストに見初められ、2004年にトラックナショナルチームメンバーとして、同期の成田らとともに招集される。
2004年 - 2005年
- UCIトラックワールドカップクラシックス（ワールドカップ）では、成田、及川裕奨と組んで出場したチームスプリントの第1・2・4戦において全て3位以内に入る。
- 2005年の世界選手権にも出場し、成田、及川と組んだチームスプリントでは6位入賞を果す。
- 2005年のヤンググランプリ 9着

2006年
- ワールドカップ第4戦では井上昌己、金子貴志と組んでチームスプリント3位。世界選手権の同種目では9位だった。
- アジア競技大会チームスプリントでは、成田、新田祐大の「福島トリオ」で挑んで優勝を果す。
- ヤンググランプリ 9着

2007年
- 世界選手権チームスプリントでは、成田、井上と組んで7位。
- 10月に開催された全日本選手権
  - スプリントにおいて、同種目アジア王者の北津留翼を破って優勝を果たす。
  - チームスプリント（+ 北津留翼、永井清史）でも優勝
  - この結果により、同月23日に伏見俊昭、永井、北津留とともにトラックナショナルチーム短距離種目のメンバーに選出された。

2008年
- デンマークのバレアウプで開催されたトラックワールドカップ第4戦の個人スプリントでは5位。
- 世界自転車選手権（マンチェスター）では、チームスプリント8位、個人スプリント15位の成績。また、同年3月30日時点におけるスプリントのUCIランキングでは5位となり、同種目の北京オリンピック出場枠を獲得した。
- 同年5月7日、北京オリンピック自転車競技トラックレース日本代表に選出された。長塚智広（第1走）、渡邉（第2走）、永井清史（第3走）で挑んだチームスプリントで6位入賞。また、スプリントにも出場し12位となった。
- 11月に行われた、トラックワールドカップ第2戦のメルボルン大会、チームスプリントにおいて、2年前のアジア大会と同じく、成田和也、新田祐大の福島トリオで挑み、2位に入った。
- 全日本選手権
  - スプリント連覇
  - チームスプリント（+ 長塚智広、新田祐大）でも優勝。

2009年
- アジア選手権（インドネシア・カリマンタン）のケイリン優勝。

2010年
- アジア選手権（アラブ首長国連邦・シャールジャ）ケイリン連覇。
- アジア競技大会チームスプリントでは、2006年同様、成田、新田祐大の「福島トリオ」で挑んだが2位。
- 11月の函館記念競輪で記念初優勝を飾った。

2011年
- 全日本選手権・チームスプリント（+ 新田祐大、中川誠一郎）優勝。

2012年
- アジア選手権（マレーシア・クアラルンプール）
  - スプリント優勝。
  - チームスプリント 2位
  - ケイリン 3位
- トラックレース世界選手権
  - チームスプリントに、雨谷一樹、中川誠一郎とともに出場、予選（4位、44秒039）及び3、4位決定戦（4位、43秒896）において、いずれも日本新記録樹立に貢献[2]。
  - ケイリン 5位
- ロンドンオリンピック日本代表選手選考を兼ねた『トラック・タイムトライアル・チャレンジ』が4月22日に前橋競輪場で行われ、男子エリート200メートルフライングタイムトライアルで9秒979を記録し、日本人選手として初の10秒台を突破する日本新記録を樹立した[3][4]。
- 5月1日、ロンドンオリンピック代表選手に選出された[5]。
- ロンドンオリンピック
  - チームスプリント（+ 新田祐大、中川誠一郎）8位
  - ケイリン 11位

2013年
- UCIトラックワールドカップ2012-2013・アグアスカリエンテス ケイリン 2位

2016年
- リオデジャネイロオリンピック

## 主な獲得タイトル
- 2016年 - 読売新聞社杯全日本選抜競輪（久留米競輪場）
- 2017年 - オールスター競輪（いわき平競輪場）、寬仁親王牌・世界選手権記念トーナメント（前橋競輪場）

## 競走スタイル
デビュー時の先行・捲りの戦法から、現在は捲り中心の競走にシフトしつつあるが、自転車競技で磨かれたトップスピードは、後方からの仕掛けを前方の選手に気づかれても、牽制されるより早く抜いてしまうほどの脚を持つ。

## メディア出演
- テレビドラマ
  - オールドルーキー第6話 - 本人役[6]